# Alex Pontons
Alex Fernando Pontons Paz (Santa Cruz de la Sierra, 26 de noviembre de 1994) es un futbolista boliviano. Juega como delantero y su actual equipo es Oriente Petrolero de la Primera División de Bolivia.

## Clubes
| Club                     | País    | Año               |
| ------------------------ | ------- | ----------------- |
| AC Milan (Inferiores)    | Italia  | 2009 - 2011       |
| Brescia Calcio (cedido)  | Italia  | 2011 - 2012       |
| Pro Vercelli (cedido)    | Italia  | 2012 - 2013       |
| Nocerina (cedido)        | Italia  | 2013 - 2014       |
| Teramo Calcio (cedido)   | Italia  | 2014              |
| Sampdoria                | Italia  | 2014              |
| Club Blooming (cedido)   | Bolivia | 2014              |
| Petrolero (cedido)       | Bolivia | 2015              |
| Real Santa Cruz (cedido) | Bolivia | 2015              |
| A.P.D. Ribelle 1927      | Italia  | 2016              |
| Oriente Petrolero        | Bolivia | 2017-2022         |
| Sport Boys Warnes        | Bolivia | 2018 - 2019       |
| Real Santa Cruz          | Bolivia | 2020 - Actualidad |

## Selección nacional

### Participaciones con la selección
| Torneo                                           | Sede      | Resultado     |
| ------------------------------------------------ | --------- | ------------- |
| Campeonato Sudamericano Sub-15 de 2009           | Bolivia   | Primera ronda |
| Campeonato Sudamericano Sub-17 de 2011           | Ecuador   | Primera ronda |
| Campeonato Sudamericano de Fútbol Sub-20 de 2013 | Argentina | Primera ronda |